# Auður Ava Ólafsdóttir
Auður Ava Ólafsdóttir (Reikiavik, 1958) es una escritora islandesa, profesora de historia del arte en la Universidad de Reikiavik y directora del Museo de la Universidad de Islandia.

## Premios
- Premio literario de la ciudad de Reykjavik, 2004
- Premio Menningarverðlaun DV, 2008
- Premio Page des Libraires,  2010
- Premio Fjöruverðlaun
- Prix des Amis Du Scribe
- Premio de los Libreros de Quebec a la mejor novela extranjera
- Prix du Roman Venu d'Ailleurs
- Premio Médicis Extranjero

## Obras
- Upphækkuð jörð (Tierra levantada), 1998
- Rigning í nóvember (La mujer es una isla), 2004
- Afleggjarinn (Rosa candida), 2007
- Undantekningin (La excepción), 2012
- Ör (Hotel Silencio), 2016
- Ungfrú Ísland (La escritora), 2018
- Dýralíf (La verdad sobre la luz), 2020
- Eden (Edén), 2022